# Piano Vortex
Piano Vortex ist ein Jazzalbum von Matthew Shipp. Die im Juni 2007 in den MPI Studios, New York City, entstandenen Aufnahmen erschienen Ende August 2007 auf Thirsty Ear in der Reihe The Blue Series.

## Hintergrund
Seit der Jahrtausendwende hat sich der Pianist Matthew Shipp mit Bereichen des elektroakustischen Jazz beschäftigt: In der Position als Kurator für die Reihe Blue Series von Thirsty Ears legte er eine Vielzahl von Projekten für das Label vor – von innovativen Kooperationen mit Musikern des Underground-Hip-Hop (Antipop Consortium), mit dem Programmierer FLAM bis hin zu seiner Solo-Piano-Aufnahme One (2006). Piano Vortex –  ebenfalls Teil der Blue Series – nahm Shipp im Trio mit Joe Morris (Bass) und Whit Dickey (Schlagzeug) auf. Zu den gespielten Titeln gehört „Key Swing“, der nach Meinung Mark Corrotos in der Tradition des swingenden Spiels von Herbie Nichols steht. „Nooks and Corners“ erinnert in Teilen an Andrew Hill, „Sliding Through Space“ an Muhal Richard Abrams.

## Titelliste
- Matthew Shipp: Piano Vortex (Thirsty Ear THI 57180.2)[3]

1. Piano Vortex – 10:26
2. Key Swing – 3:21
3. The New Circumstance – 9:11
4. Nooks and Corners – 4:10
5. Sliding Through Space – 8:54
6. Quivering with Speed – 6:38
7. Slips Through the Fingers – 3:17
8. To Vitalize – 7:13

## Rezeption
Thom Jurek verlieh dem Album in AllMusic vier Sterne und meint, Shipp überprüfe seine Beziehung zum Klaviertrio und insbesondere den Swing erneut, um zu seinen eigenen Vorstellungen von harmonischem und dialogischem Zusammenspiel zu gelangen. Piano Vortex sei die intimste Aufnahme, die Shipp seit langem gemacht habe, so Jurek. „Er blickt zurück in die Geschichte der Musik und setzt sich mit ihr auseinander, da dies seine eigene Erweiterung davon beeinflusst. Dies ist ein intimer und ungeschminkter Blick auf Shipp als Jazzpianist, wie wir ihn jemals gehört haben“.

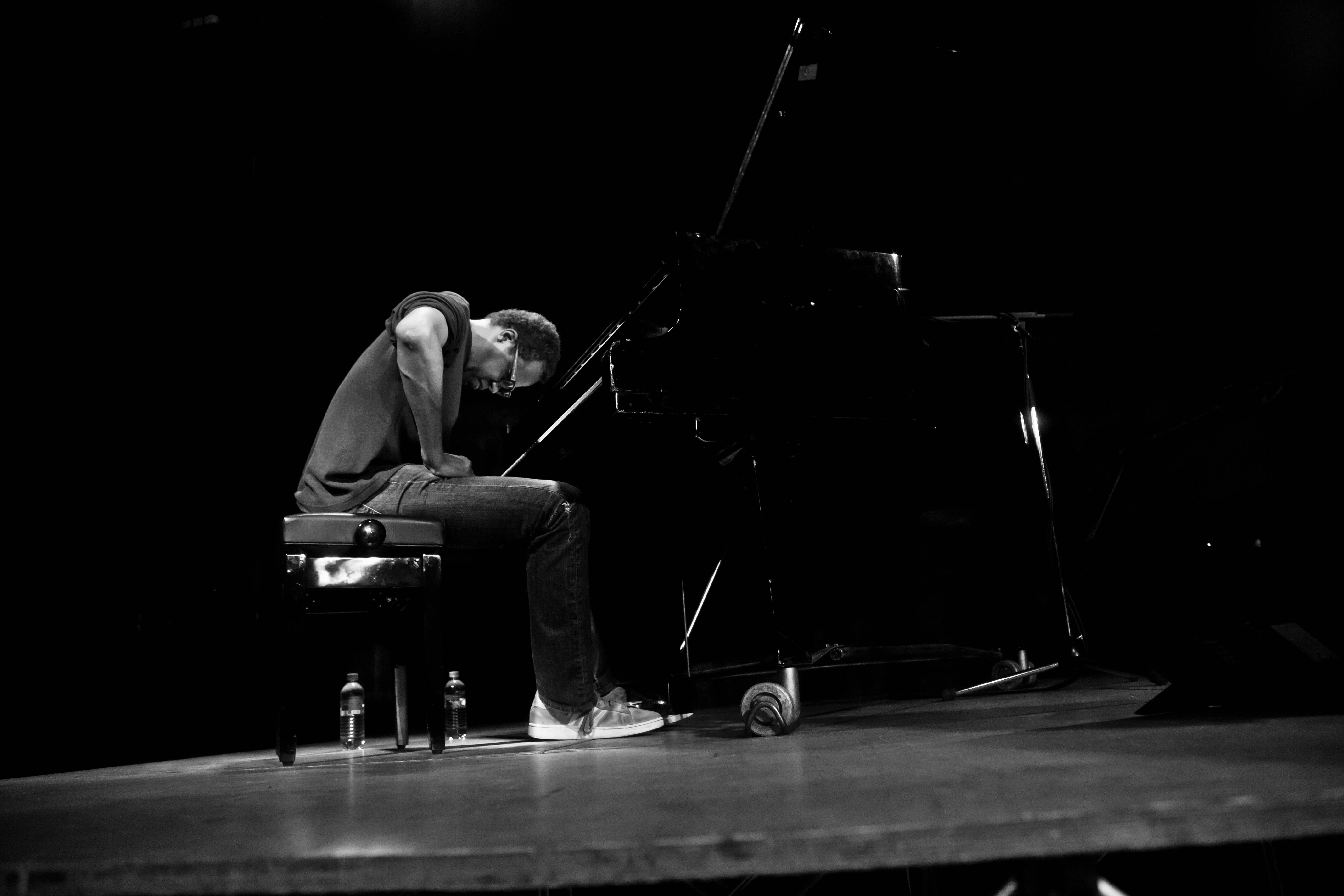
Matthew Shipp 2017

Nach Ansicht von Mark Corroto, der das Album in All About Jazz rezensierte, hat Matthew Shipp seine musikalischen Visionen nicht nur um Elektronik, Sampling und Ausdrucksformen totaler Freiheit erweitert, sondern interessanterweise auch um die Piano-Jazz-Tradition. Nach seinem Solo-Einsatz One (2006) sei bei dieser Session ein sehr intimes Trio-Album entstanden. Dieses Trio mit Joe Morris am Bass und dem Schlagzeuger Whit Dickey könne man mit dem Keith Jarrett Trio vergleichen, „vielleicht für die neue Generation.“
Ebenfalls in All About Jazz schrieb Troy Collins, Matthew Shipp greife auf Piano Vortex seine Wurzeln wieder auf, indem er Elektronik und Postproduktions-Zauberei zugunsten des traditionellen akustischen Klaviertrio-Formats meide. So sei ein ungezwungenes Treffen mit zwei langjährigen Mitarbeitern entstanden. ein spontanes Set ohne konzeptionelles Gepäck. Dabei verbinde das Trio turbulenten Swing mit brütendem Ambient. Nach Ansicht des Autors verkörpern Shipps Kompositionen eine düstere, ahnungsvolle Qualität, die unruhigen Schwung mit Schattierungen von Unwägbarkeit färbe; seine Stücke wechseln von noch melancholischer Stimmung zu turbulenter Aufregung.
Nate Chinen schrieb in The New York Times, Jazzmusiker würden ihre Stücke oft eher beiläufig mit einer Art desinteressiertem Achselzuckens betiteln. Der Pianist Matthew Shipp wiederum setze nach einigen seiner jüngsten Kompositionen mehr Gedanken in den Prozess ein. „Slips Through the Fingers“ (Rutscht durch die Finger) sei dafür ein Beispiel, „Sliding Through Space“ (Durch den Raum rutschen) oder „Quivering with Speed“ (Mit Geschwindigkeit zittern); der Titel des Albums, Piano Vortex (Klavierstrudel) sei eine weitere kinetische Phrase, so Chinen. Shipp lege großen Wert „auf rutschige Subversionen. Seine Sturheit hat mehr mit kunstvoller Dissonanz zu tun als mit ungehobelten Effekten.“